# کلمنت بیاندتی
کلمنت بیاندتی (ایتالیایی: Clemente Biondetti؛ زادهٔ ۱۸ اکتبر ۱۸۹۸ در بوددوسو، درگذشتهٔ ۲۴ فوریهٔ ۱۹۵۵ در فلورانس) رانندهٔ مسابقات اتومبیل‌رانی اهل ایتالیا بود که در فصل ۱۹۵۰ در مجموع در یک گراند پری از مسابقات جهانی فرمول یک شرکت کرد، اما موفق به کسب هیچ امتیازی نشد.
بیاندتی در ۲۴ فوریهٔ ۱۹۵۵ در فلورانس درگذشت.